# Gabéro
Gabéro est un cercle dans la région de Gao.